# Vecoux
Vecoux – miejscowość i gmina we Francji, w regionie Grand Est, w departamencie Wogezy.
Według danych na rok 1990 gminę zamieszkiwało 1 030 osób, a gęstość zaludnienia wynosiła 76 osób/km² (wśród 2335 gmin Lotaryngii Vecoux plasuje się na 362. miejscu pod względem liczby ludności, natomiast pod względem powierzchni na miejscu 397.).